# Јапан на Летњим олимпијским играма 2016.
Јапан је учествовао на Летњим олимпијским играма 2016. које су одржане у Рио де Жанеиру у Бразилу од 5. до 21. августа 2016. године. Олимпијски комитет Јапана послао је 338 квалификованих спортиста у тридесет спортова. Освојена је четрдесет једна медаља од тога дванаест златних. Олимпијци Јапана највше медаља освојили су у џудоу, чак дванаест.

## Освајачи медаља

### Злато
- Косуке Хагино — Пливање, 400 м мешовито
- Шохеј Оно — Џудо, до 73 кг
- Кензо Ширај, Јусуке Танака, Коџи Јамамуро, Кохеј Учимура, Рјохеј Като — Гимнастика, вишебој екипно
- Харука Тачимото — Џудо, до 70 кг
- Машу Бејкер — Џудо, до 90 кг
- Кохеј Учимура — Гимнастика, вишебој појединачно
- Рије Кането — Пливање, 200 м прсно
- Ери Тосака — Рвање, слободни стил до 48 кг
- Каори Ичо — Рвање, слободни стил до 58 кг
- Сара Дошо — Рвање, слободни стил до 69 кг
- Мисаки Мацумото, Ајака Такахаши — Бадминтон, парови
- Рисако Кавај — Рвање, слободни стил до 63 кг

### Сребро
- Масато Сакаи — Пливање, 200 м делфин
- Косуке Хагино — Пливање, 200 м мешовито
- Хисајоши Харасава — Џудо, преко 100 кг
- Шинобу Ота — Рвање, грчко-римски стил до 59 кг
- Јун Мизутани, Коки Нива, Махару Јошимура — Стони тенис, екипно
- Саори Јошида — Рвање, слободни стил до 53 кг
- Реј Хигучи — Рвање, слободни стил до 57 кг
- Асука Кембриџ, Јошиде Кирју, Рјота Јамагата, Шота Изука — Атлетика, 4х100 м штафета

### Бронза
- Ами Кондо — Џудо, до 48 кг
- Наохиса Такато — Џудо, до 60 кг
- Хироми Мијаке — Дизање тегова, до 48 кг
- Даија Сето — Пливање, 400 м мешовито
- Мисато Накамура — Џудо, до 52 кг
- Масаши Ебинума — Џудо, до 66 кг
- Каори Мацумото — Џудо, до 57 кг
- Такуја Ханеда — Кајак и кану, Ц-1
- Таканори Нагасе — Џудо, до 81 кг
- Косуке Хагино, Наито Ехара, Јуки Кобори, Такеши Мацуда — Пливање, 4х200 м слободно штафета
- Нацуми Хоши — Пливање, 200 м делфин
- Рјуносуке Хага — Џудо, до 100 кг
- Јун Мизутани — Стони тенис, појединачно
- Канае Јамабе — Џудо, преко 78 кг
- Кеј Нишикори — Тенис, појединачно
- Кензо Ширај — Гимнастика, прескок
- Јукико Инуи, Рисако Мицуи — Синхроно пливање, дует
- Аи Фукухара, Касуми Ишикава, Мима Ито — Стони тенис, екипно
- Нозоми Окухара — Бадминтон, појединачно
- Ајка Хакојама, Ајко Хајаши, Јукико Инуи, Кеи Марумо, Рисако Мицуи, Канами Накамаки, Маи Накамура, Кано Омата, Куруми Јошида — Синхроно пливање, тим
- Хироки Арај — Атлетика, 50 км ходање

## Учесници по спортовима
| Спорт            | Мушкарци | Жене | Укупно |
| ---------------- | -------- | ---- | ------ |
| Атлетика         | 39       | 14   | 53     |
| Бадминтон        | 4        | 5    | 9      |
| Бициклизам       | 8        | 2    | 10     |
| Бокс             | 2        | 0    | 2      |
| Ватерполо        | 13       | 0    | 13     |
| Веслање          | 2        | 2    | 4      |
| Гимнастика       | 7        | 12   | 19     |
| Голф             | 2        | 2    | 4      |
| Дизање тегова    | 3        | 4    | 7      |
| Једрење          | 5        | 6    | 11     |
| Кајак и кану     | 4        | 1    | 5      |
| Коњички спорт    | 7        | 3    | 10     |
| Кошарка          | 0        | 12   | 12     |
| Мачевање         | 3        | 3    | 6      |
| Модерни петобој  | 2        | 1    | 3      |
| Одбојка          | 0        | 12   | 12     |
| Пливање          | 18       | 18   | 36     |
| Рагби седам      | 12       | 12   | 24     |
| Рвање            | 4        | 6    | 10     |
| Синхроно пливање | 0        | 9    | 9      |
| Скокови у воду   | 2        | 1    | 3      |
| Стони тенис      | 3        | 3    | 6      |
| Стреличарство    | 1        | 3    | 4      |
| Стрељаштво       | 5        | 3    | 8      |
| Теквондо         | 0        | 1    | 1      |
| Тенис            | 3        | 3    | 6      |
| Триатлон         | 1        | 3    | 4      |
| Фудбал           | 18       | 0    | 18     |
| Хокеј на трави   | 0        | 16   | 16     |
| Џудо             | 7        | 7    | 14     |
| 30 спортова      | 174      | 164  | 338    |